# Episodi di Doctor Who (serie televisiva 1963) (sesta stagione)
Questa voce contiene l'elenco dei 44 episodi della sesta stagione della serie TV Doctor Who. È l'ultima stagione che vede Patrick Troughton come protagonista, nel ruolo del Secondo Dottore. Nel Regno Unito questi episodi sono stati trasmessi dal 10 agosto 1968 al 21 giugno 1969, non sono mai stati trasmessi in Italia ma del 2011 alcuni sono stati distribuiti in DVD.
Come per tutte le stagioni della serie classica, gli episodi vengono suddivisi in "macrostorie" (in inglese, serial) con una propria continuità narrativa e un proprio titolo, qui indicato nella colonna "Titolo serial" della tabella.
Sette episodi di questa stagione (indicati con P) sono andati perduti, due di questi (indicati con A) sono stati ricostruiti attraverso l'animazione.
| nº | Titolo originale          | Titolo italiano                                   | Prima TV UK       | Prima TV Italia | Titolo serial      |
| -- | ------------------------- | ------------------------------------------------- | ----------------- | --------------- | ------------------ |
| 1  | The Dominators I          |                                                   | 10 agosto 1968    | inedito         | The Dominators     |
| 2  | The Dominators II         |                                                   | 17 agosto 1968    | inedito         | The Dominators     |
| 3  | The Dominators III        |                                                   | 24 agosto 1968    | inedito         | The Dominators     |
| 4  | The Dominators IV         |                                                   | 31 agosto 1968    | inedito         | The Dominators     |
| 5  | The Dominators V          |                                                   | 7 settembre 1968  | inedito         | The Dominators     |
| 6  | The Mind Robber I         | Il ladro di menti I - Verso l'oblio               | 14 settembre 1968 | DVD             | The Mind Robber    |
| 7  | The Mind Robber II        | Il ladro di menti II - La foresta di parole       | 21 settembre 1968 | DVD             | The Mind Robber    |
| 8  | The Mind Robber III       | Il ladro di menti III - Il labirinto              | 28 settembre 1968 | DVD             | The Mind Robber    |
| 9  | The Mind Robber IV        | Il ladro di menti IV - Prigionieri della fantasia | 5 ottobre 1968    | DVD             | The Mind Robber    |
| 10 | The Mind Robber V         | Il ladro di menti V - Come in un romanzo          | 12 ottobre 1968   | DVD             | The Mind Robber    |
| 11 | The Invasion I (P) (A)    | L'invasione I                                     | 2 novembre 1968   | DVD             | The Invasion       |
| 12 | The Invasion II           | L'invasione II - La cattura                       | 9 novembre 1968   | DVD             | The Invasion       |
| 13 | The Invasion III          | L'invasione III - Il ricatto di Vaughn            | 16 novembre 1968  | DVD             | The Invasion       |
| 14 | The Invasion IV (P) (A)   | L'invasione IV - Operazione di salvataggio        | 23 novembre 1968  | DVD             | The Invasion       |
| 15 | The Invasion V            | L'invasione V - Il ritorno dei Cyberman           | 30 novembre 1968  | DVD             | The Invasion       |
| 16 | The Invasion VI           | L'invasione VI - I dominatori alieni              | 7 dicembre 1968   | DVD             | The Invasion       |
| 17 | The Invasion VII          | L'invasione VII - L'attacco                       | 14 dicembre 1968  | DVD             | The Invasion       |
| 18 | The Invasion VIII         | L'invasione VIII - Resa dei conti                 | 21 dicembre 1968  | DVD             | The Invasion       |
| 19 | The Krotons I             |                                                   | 28 dicembre 1968  | inedito         | The Krotons        |
| 20 | The Krotons II            |                                                   | 4 gennaio 1969    | inedito         | The Krotons        |
| 21 | The Krotons III           |                                                   | 11 gennaio 1969   | inedito         | The Krotons        |
| 22 | The Krotons IV            |                                                   | 18 gennaio 1969   | inedito         | The Krotons        |
| 23 | The Seeds of Death I      | I semi della morte I                              | 25 gennaio 1969   | DVD             | The Seeds of Death |
| 24 | The Seeds of Death II     | I semi della morte II                             | 1º febbraio 1969  | DVD             | The Seeds of Death |
| 25 | The Seeds of Death III    | I semi della morte III                            | 8 febbraio 1969   | DVD             | The Seeds of Death |
| 26 | The Seeds of Death IV     | I semi della morte IV                             | 15 febbraio 1969  | DVD             | The Seeds of Death |
| 27 | The Seeds of Death V      | I semi della morte V                              | 22 febbraio 1969  | DVD             | The Seeds of Death |
| 28 | The Seeds of Death VI     | I semi della morte VI                             | 1º marzo 1969     | DVD             | The Seeds of Death |
| 29 | The Space Pirates I (P)   |                                                   | 8 marzo 1969      | inedito         | The Space Pirates  |
| 30 | The Space Pirates II      |                                                   | 15 marzo 1969     | inedito         | The Space Pirates  |
| 31 | The Space Pirates III (P) |                                                   | 22 marzo 1969     | inedito         | The Space Pirates  |
| 32 | The Space Pirates IV (P)  |                                                   | 29 marzo 1969     | inedito         | The Space Pirates  |
| 33 | The Space Pirates V (P)   |                                                   | 5 marzo 1969      | inedito         | The Space Pirates  |
| 34 | The Space Pirates VI (P)  |                                                   | 12 aprile 1969    | inedito         | The Space Pirates  |
| 35 | The War Games I           |                                                   | 19 aprile 1969    | inedito         | The War Games      |
| 36 | The War Games II          |                                                   | 26 aprile 1969    | inedito         | The War Games      |
| 37 | The War Games III         |                                                   | 3 maggio 1969     | inedito         | The War Games      |
| 38 | The War Games IV          |                                                   | 10 maggio 1969    | inedito         | The War Games      |
| 39 | The War Games V           |                                                   | 17 maggio 1969    | inedito         | The War Games      |
| 40 | The War Games VI          |                                                   | 24 maggio 1969    | inedito         | The War Games      |
| 41 | The War Games VII         |                                                   | 31 maggio 1969    | inedito         | The War Games      |
| 42 | The War Games VIII        |                                                   | 7 giugno 1969     | inedito         | The War Games      |
| 43 | The War Games IX          |                                                   | 14 giugno 1969    | inedito         | The War Games      |
| 44 | The War Games X           |                                                   | 21 giugno 1969    | inedito         | The War Games      |

## The Dominators
- Diretto da: Morris Barry
- Scritto da: "Norman Ashby" (Mervyn Haisman ed Henry Lincoln)
- Dottore: Secondo Dottore (Patrick Troughton)
- Compagni di viaggio: Jamie McCrimmon (Frazer Hines), Zoe Heriot (Wendy Padbury)

### Trama
Sul pianeta Dulkis il Dottore e i suoi accompagnatori combattono contro i Dominatori e i loro quark che vogliono distruggere il pianeta per ricavarne del carburante.

## The Mind Robber
- Titolo originale: The Mind Robber
- Diretto da: David Maloney
- Scritto da: Peter Ling, Derrick Sherwin
- Dottore: Secondo Dottore (Patrick Troughton)
- Compagni di viaggio: Jamie McCrimmon (Frazer Hines), Zoe Heriot (Wendy Padbury)

### Trama
Costretto ad un atterraggio di emergenza nella Land of Fiction, un luogo al di fuori della realtà stessa, il Dottore incontra personaggi fittizi come Raperonzolo, Gulliver e Medusa. 

### Curiosità
- Il personaggio de "The Master of the Land of Fiction" non è da confondere con la nemesi del Dottore, il Maestro ("The Master").

## The Invasion
- Titolo originale: The Invasion
- Scritto da: Kit Pedler, Derrick Sherwin
- Diretto da: Douglas Camfield
- Dottore: Secondo Dottore (Patrick Troughton)
- Compagni di viaggio: Jamie McCrimmon (Frazer Hines), Zoe Heriot (Wendy Padbury)

### Trama
Il TARDIS, diventato invisibile, atterra nella Londra del 1975, ed il Dottore ed i suoi compagni, cercando lo scienziato Edward Travers (già visto in The Abominable Snowmen ed in The Web of Fear) per far tornare normale il veicolo, scoprono che i Cyberman si nascondono nella città e stanno pianificando un'invasione...

## The Krotons
- Diretto da: David Maloney
- Scritto da: Robert Holmes
- Dottore: Secondo Dottore (Patrick Troughton)
- Compagni di viaggio: Jamie McCrimmon (Frazer Hines), Zoe Heriot (Wendy Padbury)

### Trama
Su un pianeta innominato, la razza aliena dei Gond è oppressa dai misteriosi Kroton, esseri che nessuno ha mai visto...

## The Seeds of Death
- Titolo originale: The Seeds of Death
- Diretto da: Michael Ferguson
- Scritto da: Bryan Hayles, Terrance Dicks
- Dottore: Secondo Dottore (Patrick Troughton)
- Compagni di viaggio: Jamie McCrimmon (Frazer Hines), Zoe Heriot (Wendy Padbury)

### Trama
Atterrati sulla Terra nel XXI secolo, il Dottore, Jamie e Zoe scoprono che l'umanità è diventata dipendente da un sistema di teletrasporto, conosciuto come T-Mat. Nel frattempo, i guerrieri del ghiaccio, nascosti sulla Luna, complottano di usare il T-Mat per distruggere tutti gli esseri viventi sulla Terra.

## The Space Pirates
- Diretto da: Michael Hart
- Scritto da: Robert Holmes
- Dottore: Secondo Dottore (Patrick Troughton)
- Compagni di viaggio: Jamie McCrimmon (Frazer Hines), Zoe Heriot (Wendy Padbury)

### Trama
I fari spaziali sistemati lungo le corsie spaziali, stanno venendo fatti esplodere e saccheggiati del loro prezioso argonio da parte di una banda di pirati spaziali, comandati dal crudele Caven e dal suo socio Dervish.

## The War Games
- Diretto da: David Maloney
- Scritto da: Malcolm Hulke, Terrance Dicks
- Dottore: Secondo Dottore (Patrick Troughton)
- Compagni di viaggio: Jamie McCrimmon (Frazer Hines), Zoe Heriot (Wendy Padbury)

### Trama
Apparentemente giunti in una terra di nessuno, durante la prima guerra mondiale, il Dottore, Jamie e Zoe scoprono di fare parte di un diabolico piano; l'alieno noto come il Capo della Guerra ha rapito e cancellato la memoria a numerosi soldati appartenenti a diverse epoche storiche, per poi farli combattere e riuscire così a creare mediante gli ultimi sopravvissuti dei Giochi di Guerra, l'armata perfetta. Essendo il Capo della Guerra della sua stessa specie, il Dottore, seppur restio a fare ciò per via di alcuni crimini commessi in passato (come il furto del TARDIS), chiede comunque aiuto al suo popolo, i Signori del Tempo. Grazie all'aiuto di questi ultimi e di alcuni soldati ribelli, che erano riusciti ad interrompere il condizionamento, il Dottore ed i suoi compagni sconfiggono il Signore della Guerra, che nel frattempo aveva ucciso il Capo della Guerra, che viene accusato dai Signori del Tempo di tradimento e viene disintegrato. Dopo aver riportato i soldati rapiti sulla Terra, però, i Signori del Tempo cancellano a Jamie e Zoe tutti i ricordi dei viaggi e li riportano indietro nella loro epoca, per poi processare il Dottore, reo di tradimento e di aver infranto la regola di non interferenza nelle vicende altrui, stabilita dal suo popolo. Riconoscendo però i meriti del Dottore, i Signori del Tempo lo condannano all'esilio sulla Terra, bloccando il suo TARDIS; infine, il Dottore, costretto, dà inizio alla sua rigenerazione nel Terzo Dottore.

### Continuity
- In questo serial, l'ultimo ad essere registrato in bianco e nero, è per la prima volta accennato il furto del TARDIS commesso dal Dottore (fatto che viene mostrato direttamente ne Il nome del Dottore).
- Questo serial segna anche la prima apparizione della razza del Dottore, i Signori del Tempo.